# Ірландська республіканська армія (1922—1969)
Первісна Ірландська республіканська армія (ІРА) вела партизанську війну проти британського правління в Ірландії під час Війни за незалежність Ірландії у 1919—1921 роках. Після підписання Англо-ірландського договору 6 грудня 1921 року ІРА в 26 округах, які повинні були стати Ірландською Вільною державою, розкололася на прихильників і противників договору. Обидві сторони й далі використовували назву Ірландська республіканська армія (ІРА) (англ. Irish Republican Army або ірл. Óglaigh na hÉireann ірландською). ірл. Óglaigh na hÉireann й досі залишається офіційною назвою Збройних сил Ірландії. Регулярні частини ІРА (прихильники мирного договору) залишались лояльними до Ірландської Вільної держави, в той час як нерегулярні частини ІРА (противники мирного договору) продовжували вести боротьбу проти як Великої Британії, так і Ірландської Вільної держави. В грудні 1969 року ІРА розкололася в черговий раз на Офіційну Ірландську республіканську армію та Тимчасову Ірландську республіканську армію.